# Guy Nickalls
Guy Nickalls (født 13. november 1866, død 8. juli 1935) var en britisk roer, som deltog i OL 1908 i London.

## Rokarriere
Nickalls roede for Eton College, inden han begyndte at læse på Oxford University og roede for Magdalen College her. Han var med i otteren fem år i træk (1887-1891) i Oxford vs. Cambridge Boat Race og var præsident for universitetets roklub i 1890. Han deltog i 81 løb ved Henley-regattaen og vandt 68 af disse. Han var den ældste af roerne, da han sammen med andre Oxford- og Cambridge-roere stillede op for Leander Club til OL 1908.
Leander Club-bådens besætning bestod derudover af Frederick Kelly, Albert Gladstone, Henry Bucknall, Banner Johnstone, Charles Burnell, Ronald Sanderson, Raymond Etherington-Smith og Gilchrist MacLagan (styrmand) samt fem reserver, der ikke kom i kamp. Syv både var tilmeldt, men italienerne stillede ikke op. To af bådene, den belgiske fra Royal Club Nautique de Gand og en ren Cambridge-båd fra Storbritannien, var seedet og gik direkte i semifinalen, mens Leander Club-båden og en canadisk båd, Toronto Argonauts, sikrede sig pladser i semifinalen med sejr i to indledende heats. I semifinalen vandt Leander over Toronto, mens Gand besejrede Cambridge, og de to vindere mødte derpå hinanden i finalen. Her lagde Leander sig i spidsen, men efter 2/3 af distancen bragte Gand sig på linje med Leander. Anstrengelserne med at indhente konkurrenten havde dog kostet så mange kræfter, at belgierne måtte slippe igen, så Leander Club kunne sikre sig guldet med to længders forspring. Nickall er med guldet den ældste olympiske mester i roning i historien.

## Øvrige liv
Han var børsmægler i sit civile liv. Ved første verdenskrigs udbrud i 1914 var Nickall næsten 50 år gammel, men meldte sig ikke desto mindre til hæren og kom til at gøre tjeneste i Frankrig som leder af bajonettræningen i Royal Engineers. Efter krigen genoptog han sit arbejde på børsen.
Han var bror til Vivian Nickalls og far til Guy Oliver Nickalls, der deltog i to olympiske lege i 1920'erne.